# Giulio Gatti-Casazza

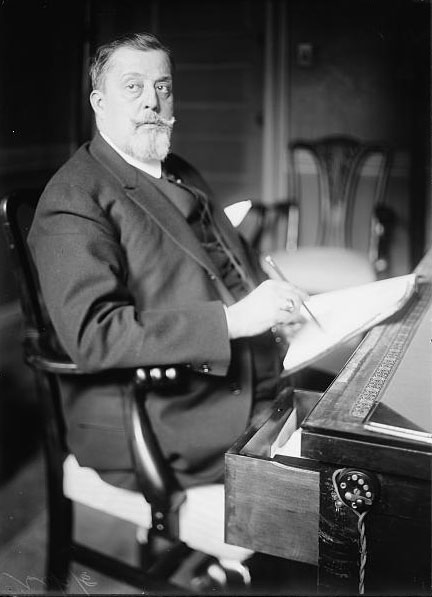

Giulio Gatti-Casazza (Údine, Italia, 3 de febrero de 1869 - Ferrara, Italia, 2 de septiembre de 1940), fue un director de Ópera italiano. Fue director y administrador general del Teatro alla Scala de Milán y de la Metropolitan Opera de Nueva York.
En 1893 sucedió a su padre en la dirección del Teatro Comunale de Ferrara. En 1898 obtuvo el puesto de director general del Teatro alla Scala, de Milán, en el que formó equipo con el director artístico, el joven Arturo Toscanini. Juntos, revitalizaron el repertorio del teatro, añadiendo nuevas obras al repertorio tradicional, tanto italianas (Puccini, Leoncavallo, Giordano...) como extranjeras (Eugenio Onegin o Salome).
En 1908 fue nombrado administrador general de la Metropolitan Opera, en Nueva York. Toscanini le acompañó, haciendo su debut en la casa con Aida en noviembre de 1908. Hasta 1910 compartió la dirección con Andreas Dippel, pero a partir de ese momento ostentó el puesto en solitario hasta 1935, siendo el mandato más largo en la historia del teatro neoyorquino (27 años). Durante su etapa, además de Toscanini, otros grandes directores de orquesta empuñaron la batuta en el teatro: Gustav Mahler, Alfred Hertz, Artur Bodanzky y Tullio Serafin. El abanico de cantantes abarcó desde Enrico Caruso, que cantó en sus primeras temporadas, hasta Kirsten Flagstad, a la que presentó en su último año en el Teatro. Expandió el repertorio, llegando a incluir, en una sola temporada de 24 semanas, hasta 48 títulos diferentes. Impuso la costumbre de representar las obras en el idioma original, e introdujo óperas compuestas por autores norteamericanos, como Frederick Converse, Horatio Parker o Deems Taylor. En 1910 presentó en el Metropolitan el estreno mundial de La fanciulla del West, de Puccini. 
La crisis financiera de 1929 afectó al funcionamiento del Metropolitan, y Gatti tuvo que reducir las temporadas a 16, y más tarde a 14 semanas. En 1935 dejó su puesto y se retiró a Italia, donde falleció en 1940. Estuvo casado con la soprano Frances Alda y, posteriormente, con la bailarina Rosina Galli.